# Princesse Yoshiko (Nijō)
La princesse Yoshiko (姝子内親王 ou しゅ子内親王, Shushi (Yoshiko) naishin'nō), 7 décembre 1141 – 20 juillet 1176, est une princesse et impératrice du Japon. Elle est la consort de l'empereur Nijō.

## Source de la traduction
- (en)/(ja) Cet article est partiellement ou en totalité issu des articles intitulés en anglais « Princess Yoshiko (Nijō) » (voir la liste des auteurs) et en japonais « しゅ子内親王 » (voir la liste des auteurs).